# Lenartowice (województwo wielkopolskie)
Lenartowice – wieś w Polsce położona w województwie wielkopolskim, w powiecie pleszewskim, w gminie Pleszew.
| SIMC    | Nazwa       | Rodzaj    |
| ------- | ----------- | --------- |
| 0207072 | Przepadłe   | część wsi |
| 0207089 | Przydziałki | część wsi |
| 0207095 | Sulęcin     | część wsi |
| 0207103 | Śmieja-Młyn | część wsi |

W latach 1975–1998 miejscowość administracyjnie należała do województwa kaliskiego. We wsi znajdował się przystanek rozebranego odcinka Krotoszyn - Pleszew Krotoszyńskiej Kolei Dojazdowej. Pociąg zakończył bieg w 1978 r.